# 12 mai
ianuarie • februarie • martie  • aprilie  • mai  • iunie  • iulie  • august  • septembrie  • octombrie  • noiembrie  • decembrie
12 mai este a 132-a zi a calendarului gregorian și ziua a 133-a în anii bisecți. Mai sunt 233 de zile până la sfârșitul anului.

## Evenimente

113: La Roma a fost inaugurată „Columna lui Traian", operă atribuită lui Apollodor din Damasc.

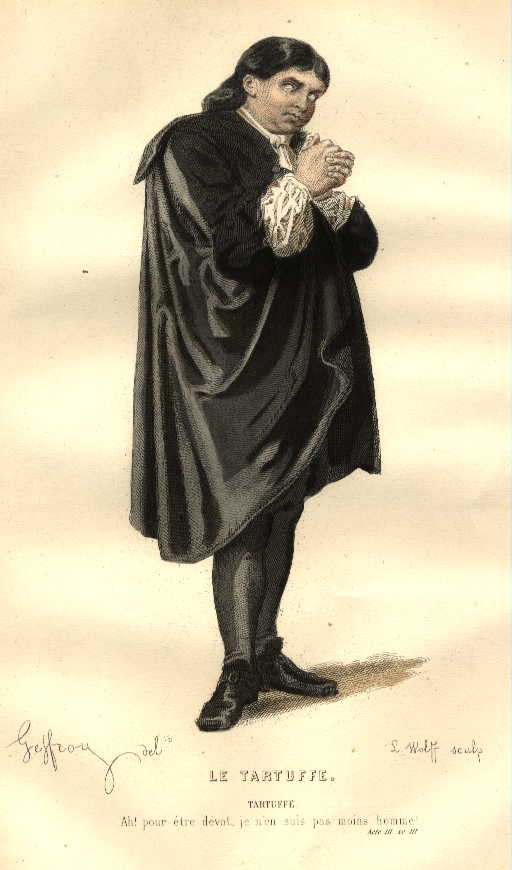
1664: Tartuffe, o comedie în cinci acte de Molière, are premiera la Palatul Versailles. Această primă versiune a provocat scandal datorită criticii sale drastice și revoluționare la adresa ipocriziei religioase, care a dus la interzicerea piesei.

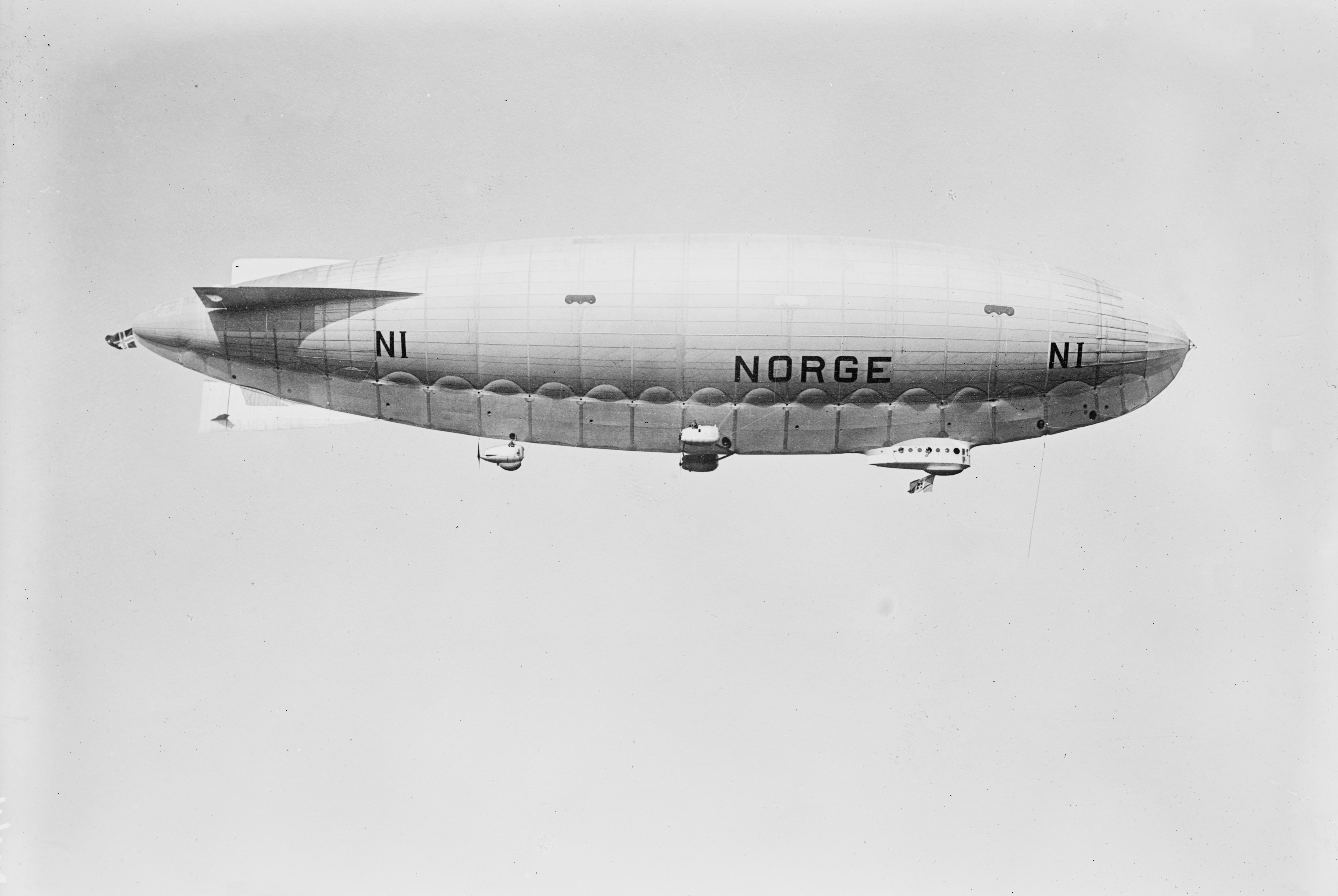
1926: Dirijabilul italian Norge devine prima navă care a zburat deasupra Polului Nord. Expediția a fost ideea exploratorului polar Roald Amundsen, aeronava a fost proiectată de pilotul italian Umberto Nobile iar exploratorul american Lincoln Ellsworth împreună cu Clubul Aero din Norvegia au finanțat călătoria.

- 205 î.e.n.: A fost pus în funcțiune  Mecanismul Antikythera, considerat cel mai vechi calendar astronomic și strămoșul calculatorului analog. Cu ajutorul lui, grecii puteau calcula cu precizie eclipsele, mișcarea planetelor și puteau stabili datele la care erau organizate Jocurile Olimpice.[1]
- 0113: A fost inaugurată la Roma, în forumul nou construit, „Columna lui Traian", operă atribuită lui Apollodor din Damasc. Cele 124 de episoade care ilustrează războaiele daco–romane, constituie un original act de naștere a poporului român.
- 0254: Papa Ștefan I îi succede Papei Lucius I ca cel de-al 23-lea papă.
- 1191: Richard I al Angliei se căsătorește cu Berengaria de Navara care este încoronată regină consort a Angliei în aceeași zi.
- 1364: Universitatea Jagiellonă, una dintre cele mai vechi universități din Europa, a fost inaugurată prin carta regală emisă de Cazimir al III-lea al Poloniei.
- 1551: A fost fondată Universitatea Națională San Marcos din Lima, Peru, la porunca regelui Carol Quintul. Este cea mai veche universitate cu o existență continuă din America.
- 1581: A fost fondată Universitatea din Cluj.
- 1664: Tartuffe, o comedie în cinci acte de Molière, are premiera la Palatul Versailles. Această primă versiune a provocat scandal datorită criticii sale drastice și revoluționare la adresa ipocriziei religioase, care a dus la interzicerea piesei.[2]
- 1797: Războiul Primei Coaliții: Napoleon I al Franței cucerește Veneția.
- 1848: Revoluționarii moldoveni refugiați în Transilvania elaborează, la Brașov, programul–legământ „Prințipiile noastre pentru reformarea patriei". Este documentul care sintetizează dezideratele românești: „Unirea Moldovei și Țării Românești într–un singur stat neatârnat românesc".
- 1873: Încoronarea regelui Oscar al II-lea al Suediei.
- 1881: În Africa de Nord, Tunisia devine protectorat francez.
- 1925: Paul von Hindenburg este investit în funcția de președinte al celui de-al doilea Reich al Republicii de la Weimar.
- 1926: Dirijabilul italian Norge devine prima navă care a zburat deasupra Polului Nord. Expediția a fost ideea exploratorului polar Roald Amundsen, aeronava a fost proiectată de pilotul italian Umberto Nobile iar exploratorul american Lincoln Ellsworth împreună cu Clubul Aero din Norvegia au finanțat călătoria.
- 1932: La zece săptămâni după ce a fost răpit, copilul lui Charles Lindbergh este găsit mort în Hopewell, New Jersey, la doar câteva mile de casa familiei Lindbergh.
- 1937: Regele George al VI-lea al Angliei a fost încoronat la Westminster Abbey.
- 1941: Inginerul german Konrad Zuse a prezentat calculatorul Z3, primul calculator electromecanic programabil.
- 1942: Prima gazare în masă, datată cu exactitate, din lagărul de concentrare Auschwitz–Birkenau, în urma căreia au fost uciși 1.500 de evrei polonezi.
- 1943: A fost terminată construirea clădirii Pentagonului.
- 1945: Al doilea război mondial: Armata română își încheie participarea la cel de–al doilea război mondial.
- 1965: Nava spațială sovietică Luna 5 se prăbușește pe Lună.
- 1972: Rolling Stones lansează Exile On Main Street, considerat cel mai bun album al lor.
- 1998: Sărbătoarea națională a Republicii Cecene Icikeria (ziua semnării Acordului de pace cu Federația Rusă).
- 2008: Peste 50.000 de persoane sunt ucise în China de un cutremur care măsoară 7,9 Mw. Epicentrul a fost localizat la 90 km (55 de mile) vest-nord-vest de Chengdu.
- 2016: Scutul american antirachetă de la Deveselu a fost activat. Rusia a criticat puternic lansarea sistemului de apărare antirachetă american din România, denunțând o amenințare directă la securitatea sa și promițând în schimb să își întărească capacitățile militare.
- 2022: Săgetător A*, gaura neagră supermasivă din centrul galaxiei Calea Lactee, este fotografiată pentru prima dată de echipa Event Horizon Telescope.[3][4]

## Nașteri
- 1496: Gustav I al Suediei, rege al Suediei (1523-1560) (d. 1560)
- 1590: Cosimo al II-lea de' Medici, Mare Duce de Toscana (d. 1621)
- 1670: Regele August al II-lea al Poloniei (d. 1733)
- 1725: Louis Philip I, Duce de Orléans (d. 1785)

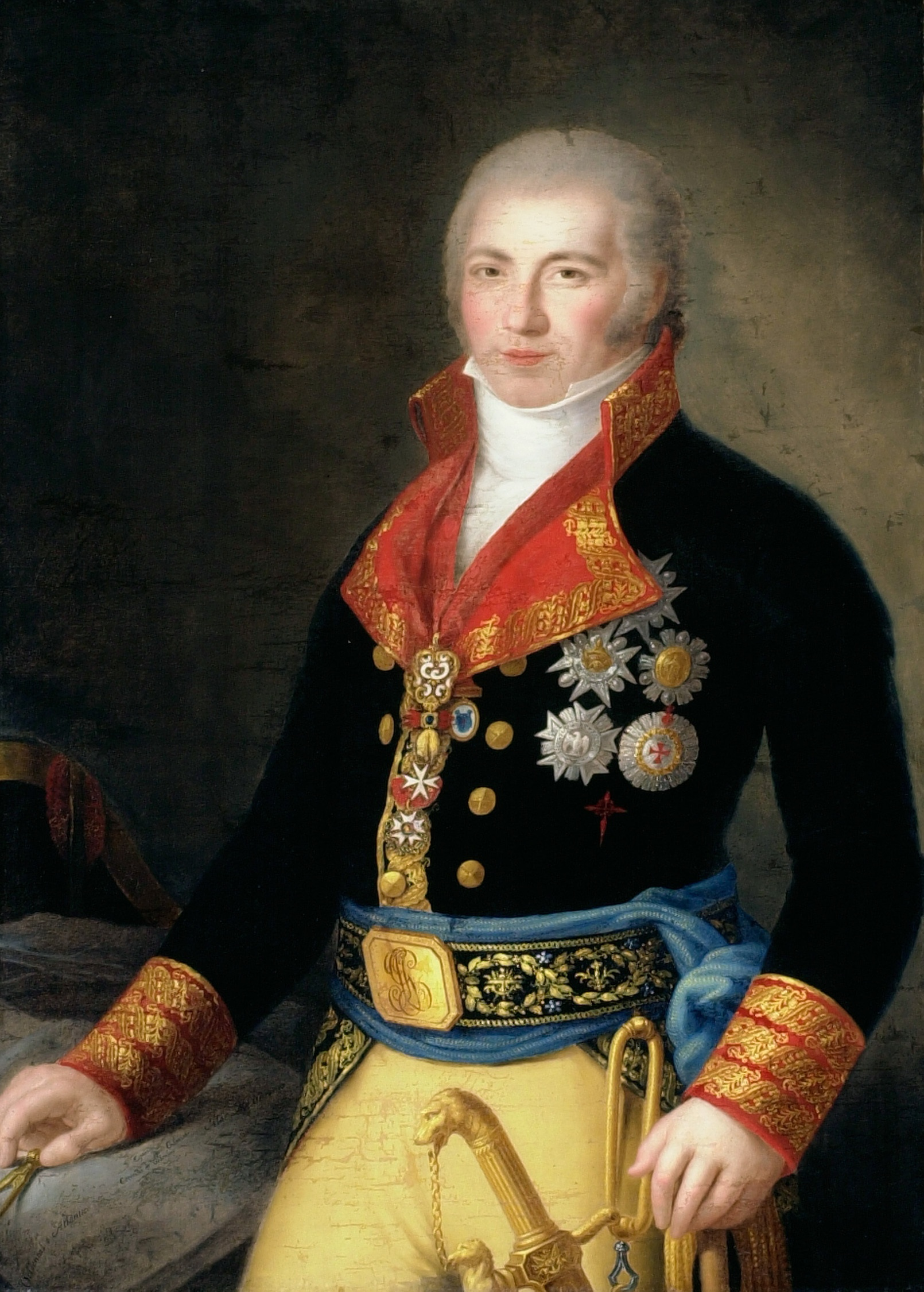
Manuel de Godoy, prim-ministru al Spaniei
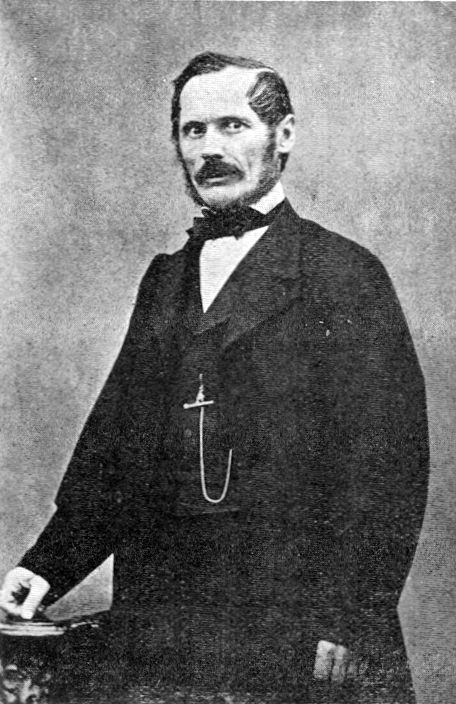
George Barițiu, istoric și publicist român
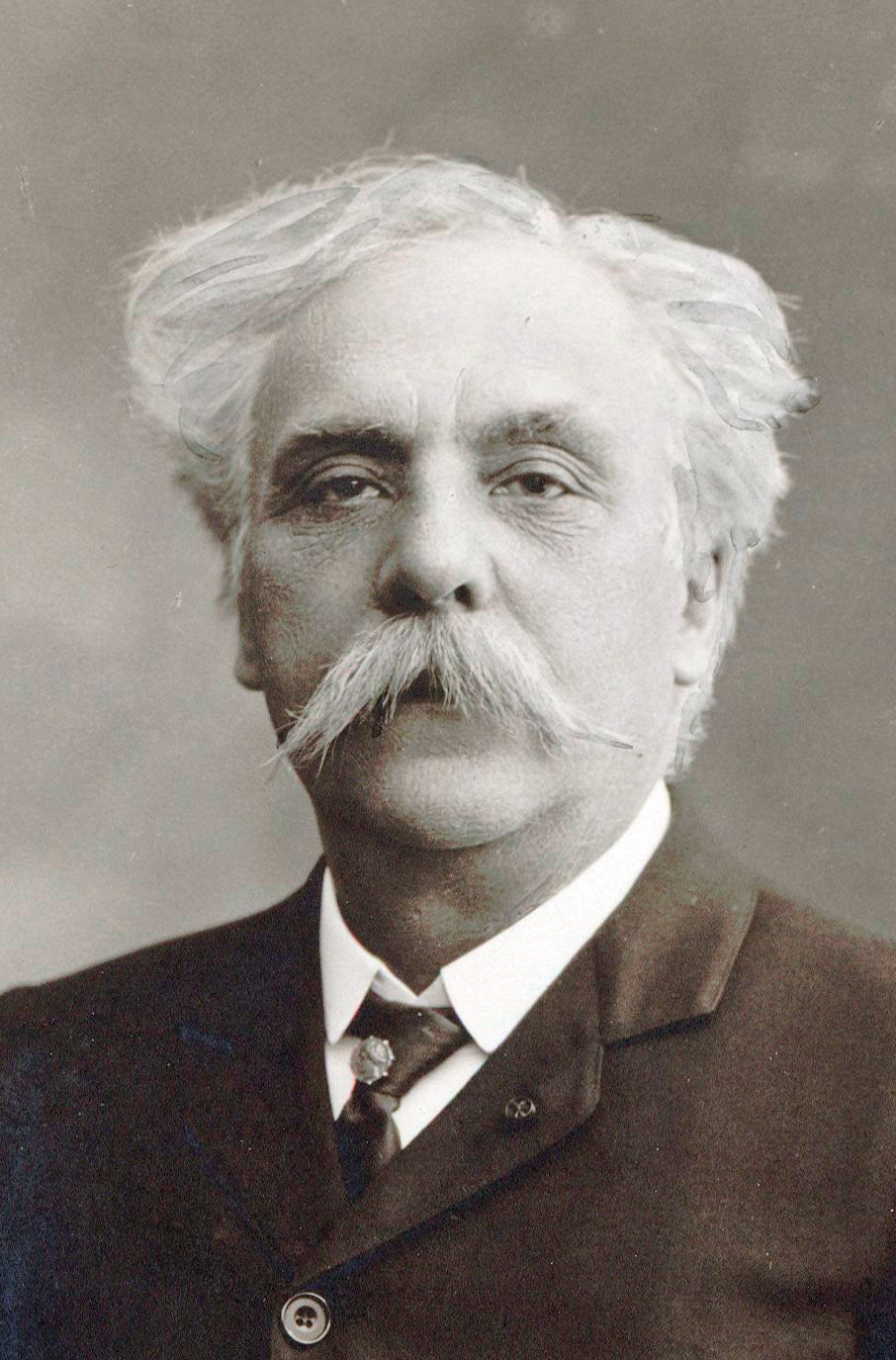
Gabriel Fauré, compozitor francez

- 1752: Infantele Gabriel al Spaniei (d. 1788)
- 1767: Manuel de Godoy, om de stat spaniol (d. 1851)
- 1801: Justus von Liebig, chimist german (d. 1873)
- 1812: George Barițiu, istoric și publicist român (d. 1893)
- 1812: Edward Lear, poet englez (d. 1888)
- 1820: Florence Nightingale, infirmieră britanică (d. 1910)
- 1823: John Russell Hind, astronom englez (d. 1895)
- 1823: Frederik Vermehren, pictor danez (d. 1910)
- 1828: Dante Gabriel Rossetti, poet englez (d. 1882)
- 1842: Jules Massenet, compozitor francez (d. 1912)
- 1845: Gabriel Fauré, compozitor francez (d. 1924)
- 1874: Arhiducele Petru Ferdinand, Prinț de Toscana (d. 1948)
- 1874: Clemens von Pirquet, fizician austriac (d. 1928)
- 1878: Massimo Bontempelli, scriitori italian (d. 1960)
- 1889: Otto Frank, tatăl Annei Frank (d. 1980)
- 1895: William Giauque, chimist american, laureat al Premiului Nobel (d. 1982)
- 1903: Wilfrid Hyde-White, actor englez (d. 1991)
- 1907: Katherine Hepburn, actriță americană (d. 2003)
- 1910: Dorothy Crowfoot Hodgkin, biochimistă britanică, laureată a Premiului Nobel (d. 1994)
- 1914: Bertus Aafjes, poet olandez (d. 1993)

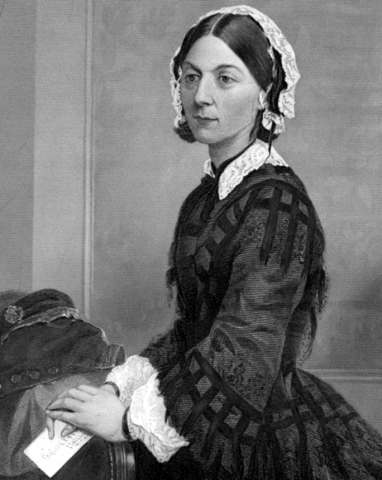
Florence Nightingale, infirmieră britanică
Katherine Hepburn, actriță americană
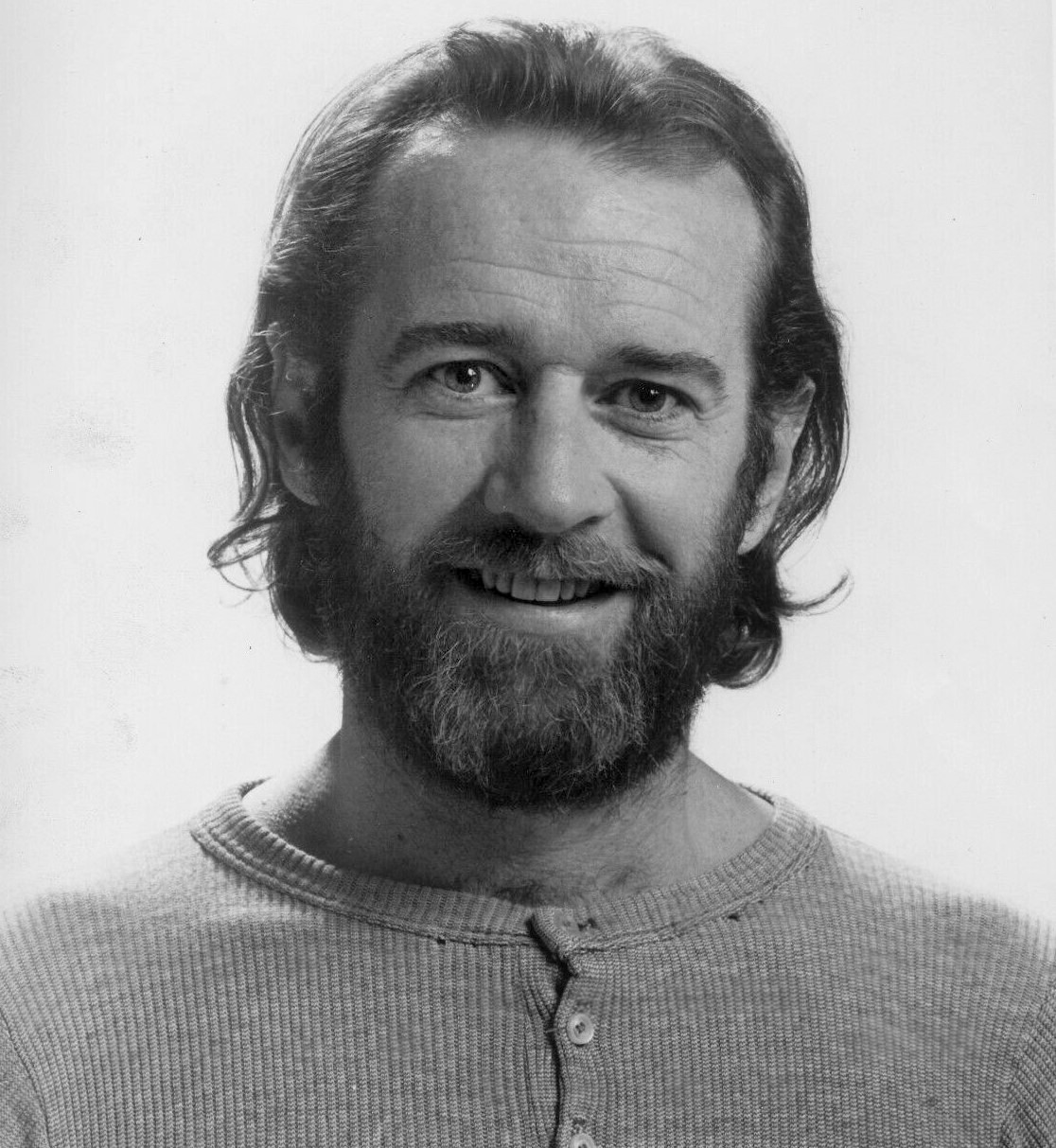
George Carlin, comediant american

- 1916: Constantin Ciopraga, critic și istoric literar român  (d. 2009)
- 1918: Julius Rosenberg, spion american (d. 1953)
- 1921: Farley Mowat, scriitor și naturalist canadian (d. 2014)
- 1931: Alberto da Costa e Silva, istoric, poet și fost diplomat brazilian (d. 2023)
- 1934: Lucian Raicu, eseist și critic literar român, stabilit, după 1986, în Franța (d. 2006)
- 1934: Zsolt Kerestely, compozitor de muzică ușoară, instrumentist și dirijor
- 1937: George Carlin, comediant american (d. 2008)
- 1938: Dumitru Fărcaș, taragotist român (d. 2018)
- 1938: Millie Perkins, actriță americană
- 1942: Aurelian Andreescu, interpret român de muzică ușoară (d. 1986)
- 1949: Anghel Mora, regizor și scenarist român (d. 2000)
- 1955: Horia Văsioiu, politician român (d. 2011)
- 1958: Valeriu Mladin, artist plastic român
- 1958: Eric Singer, toboșar american
- 1962: Emilio Estevez, actor american
- 1963: Stefano Modena, pilot de curse italian
- 1963: Deborah Kara Unger, actriță canadiană
- 1964: Pierre Morel, regizor francez
- 1973: Mirela Oprișor, actriță română
- 1975: Jonah Lomu, rugbist neo-zeelandez (d. 2015)
- 1978: Malin Akerman, actriță, cântăreață și fotomodel canadian de origine suedeză
- 1980: Rishi Sunak, Prim-ministru al Marii Britanii (din 2022)
- 1988: Kristrún Frostadóttir, politiciană și economistă islandeză, prim-ministru a Islandei
- 1988: Marcelo Vieira, fotbalist brazilian
- 1992: Nelli Such, handbalistă maghiară

## Decese
- 0403: Epifanie de Salamina, scriitor creștin și episcop
- 1003: Papa Silvestru al II-lea
- 1012: Papa Sergiu al IV-lea
- 1465: Toma Paleologul, despot al Despotatului de Morea
- 1634: George Chapman, scriitor englez

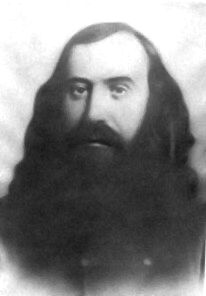
Eftimie Murgu, cărturar român
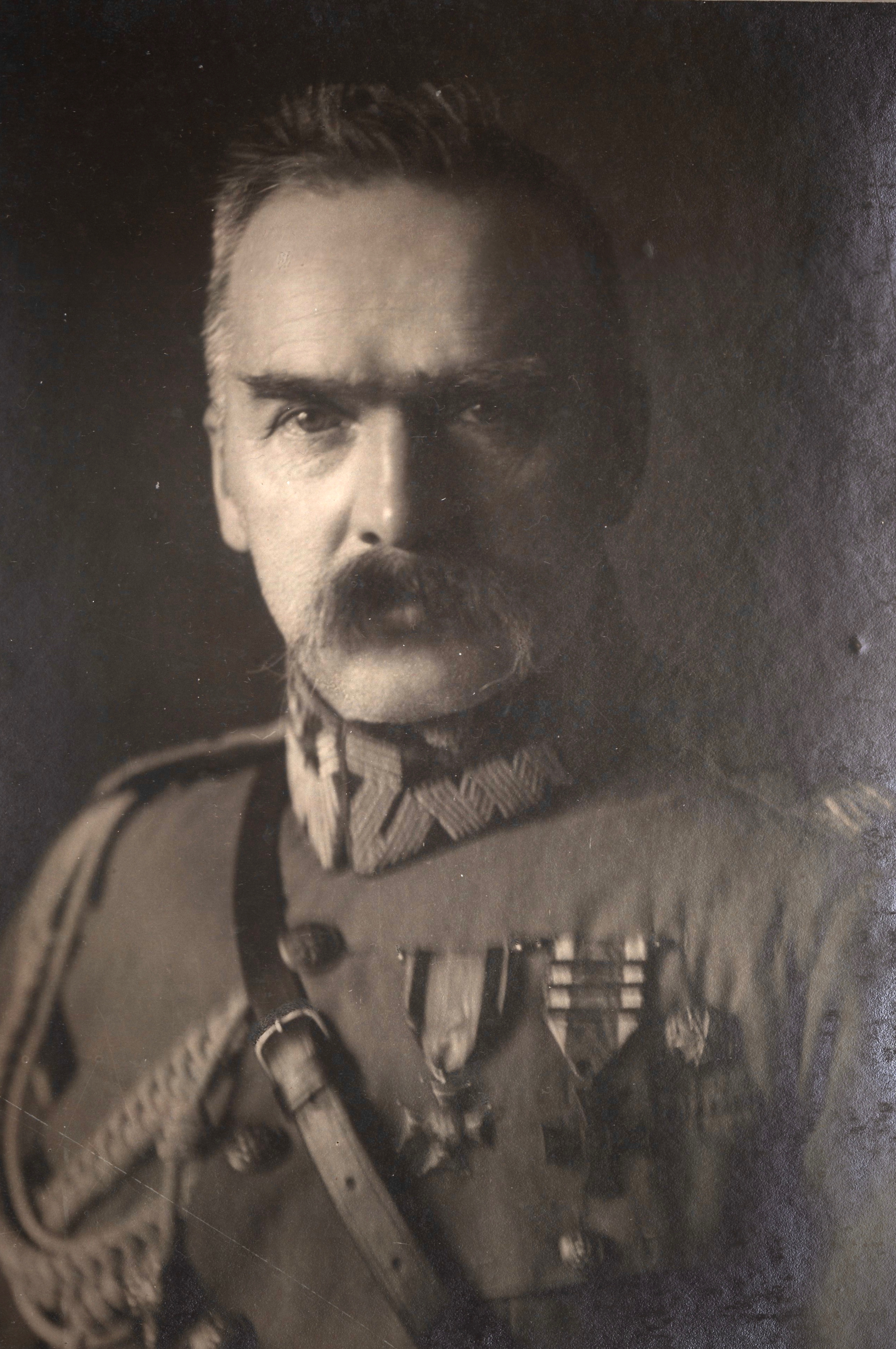
Józef Piłsudski, om politic polonez
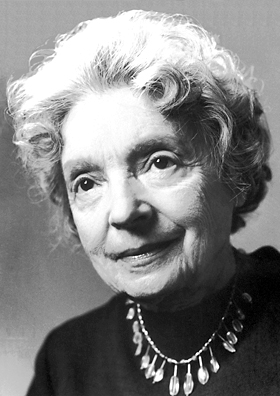
Nelly Sachs, scriitoare germană, laureată Nobel

- 1700: John Dryden, scriitor englez (n. 1631)
- 1738: Karl al III-lea Wilhelm, Margraf de Baden-Durlach (n. 1679)
- 1759: Lambert-Sigisbert Adam, sculptor francez (n. 1700)
- 1845: August Wilhelm Schlegel, scriitor și critic literar german (n. 1767)
- 1856: Jacques Philippe Marie Binet, matematician francez (n. 1786)
- 1860: Charles Barry, arhitect englez (n. 1795)
- 1870: Eftimie Murgu, cărturar român (n. 1805)
- 1871: Daniel-François-Esprit Auber, compozitor francez (n. 1782)
- 1884: Bedřich Smetana, compozitor și dirijor ceh (n. 1824)
- 1893: George Victor, Prinț de Waldeck și Pyrmont, Prinț suveran al Waldeck și Pyrmont (n. 1831)
- 1906: Prințesa Maria Anna de Anhalt-Dessau, prințesă a Prusiei (n. 1837)
- 1907: Joris-Karl Huysmans, autor francez (n. 1848)
- 1922: Alexandru Bogdan-Pitești, poet, eseist, critic de artă și colecționar de artă român (n. 1870)
- 1933: Jean Bart (Eugeniu P. Botez), scriitor român (n. 1874)
- 1935: Józef Piłsudski, om politic polonez (n. 1867)
- 1945: Carolina Maria de Austria, prințesă de Saxa-Coburg-Kohary (n. 1869)
- 1956: Louis Calhern, actor american (n. 1895)
- 1957: Alfonso de Portago, pilot spaniol (n. 1928)
- 1965: Roger Vailland, scriitor francez, câștigător al Premiului Goncourt în 1957 (n. 1907)
- 1966: Anna Langfus, scriitoare polonezo-franceză (n. 1920)
- 1970: Nelly Sachs, scriitoare germană, laureată a Premiului Nobel (n. 1891)
- 1976: Rudolf Kempe, dirijor german (n. 1910)
- 1994: Erik Erikson, psiholog și psihanalist american (n. 1902)
- 1995: Ștefan Kovacs, fotbalist și antrenor român (n. 1920)
- 1999: Saul Steinberg, caricaturist româno-american (n. 1914)
- 2008: Robert Rauschenberg, artist american (n. 1925)
- 2013: Anghel Dumbrăveanu, poet, prozator și traducător român (n. 1933)
- 2014: Jacinto Convit, medic venezuelan și om de știință (n. 1913)
- 2016: Prințul Alexandru al Iugolslaviei  (n. 1924)
- 2017: Antonio Candido, scriitor brazilian (n. 1918)
- 2017: Mauno Henrik Koivisto, politician, președinte al Finlandei (n. 1923)
- 2021: Ileana Vulpescu, prozatoare și traducătoare română (n. 1932)

## Sărbători
- Ziua Internațională a Asistenților Medicali
- Israel: Ziua Independenței
- Sărbătoarea Wesak, cea mai importantă a calendarului budist